# Exposición internacional de la Nada
La Exposición internacional de la Nada (Esposizione Internazionale del Niente) es un movimiento conceptual, cultural, artístico y musical italiano que comenzó a principios del siglo XX basado en la representación del vacío y de lo Invisible 
conceptualizado en múltiples declinaciones, a menudo muy diferentes entre sí.
Nacido en gran parte como un fenómeno italiano, basado en la nada, el vacío, y en lo Invisible la publicación del manifiesto de la Exposición Internacional de la Nada, fue una característica institucional del movimiento artístico invisible dirigido por Piero Manzoni.

## Historia
La Exposición Internacional de la Nada es una muestra ideada en 1960 por un grupo de artistas, entre ellos Piero Manzoni, Enrico Castellani, Carl Laszlo, Heinz Mack, en la que se representaba una exposición de obras Invisibles. La muestra se volverá a presentar un año después en los Países Bajos.
En 2015, la exposición se celebra una vez más en Milán en colaboración con la Fundación Manzoni, que también exhibirá el original "Manifiesto" de la época, publicado en Basilea en 1960.

## El legado de lo invisible
La exposición de lo invisible es una especie de "no exposición" en clave Dada, promovida por el director de la revista “Panderma” Carl Laszlo, que deja su huella en el Manifiesto contra la Nada para la Exposición Internacional de la Nada, publicado en Basilea: Venta de nada, numerado y firmado. La lista de precios está a disposición del público. Nadie intervendrá en la inauguración. Nada está reproducido en este catálogo. Los firmantes son Laszlo, Manzoni, Castellani, Rolf Fenkart, Mack, Piene, Herbert Schuldt y otros.
La exposición del vacío, en la que se exhiben obras invisibles, retoma los conceptos de Yves Klein, Gino De Dominicis y Marcel Duchamp, y también el concepto de Ready-made de Andy Warhol, Salvatore Scarpitta, Jeff Koons y el innovador concepto de invisibilidad de Salvatore Garau.

## Conceptos de lo invisible
Los coleccionistas, máxima expresión de los fetichistas, nunca comprarán realmente la obra, sino el instrumento que les permite convertirse en ella, y que permanece como un testimonio constante (el fetiche mismo, por lo tanto) de que la verdad nunca te hace poseerla verdaderamente.
La desaparición de la obra, su evacuación incluso como objeto después de haber sido retirada como “obra”, como artefacto expuesto, es el paso sintetizado entre la elección de “Zero” y la elección de “Nul”. “Moi aussi je suis contraire au titre ‘Zero’. ‘Nul’ est beaucoup mieux. […] W NUL”.
Manzoni escribe a Henk Peeters, quien está organizando la exposición que se inaugurará el 9 de marzo de 1962 en el Stedelijk Museum de Ámsterdam. El abandono del punto de partida es el abandono del proyecto, el paso a paso de la elección constructiva, que, aunque sin intenciones ni declaraciones, se convierte en prueba solo de la existencia. La idea de "Zero" fue teóricamente prevista en 1960 con la redacción del "Manifiesto contra la Nada para la Exposición Internacional de la Nada", firmado en Basilea por Manzoni con Brock Base, Enrico Castellani, Rolf Fenkart, Carl Laszlo, Mack, Onorio, Piene y Herbert Schuldt, en el que se dice: “El lienzo no vale el lienzo. La escultura vale casi nada. Una máquina es hermosa casi como ninguna máquina. La música es agradable casi como ningún ruido. Ningún mercado del arte es fructífero como el mercado del arte. Algo es casi nada (nada)”.

## Obras principales: "Cuando el arte es invisible"
- Marcel Duchamp, Aire de París (Airs de Paris, 1919)
- Marcel Duchamp, La Fuente (1917), Ready-made
- Piero Manzoni, Cuerpo de aire ("Body of Air", 1959-1960)
- Piero Manzoni, Aliento del artista
- Piero Manzoni, Achrome (1957-1963), ausencia de color
- Yves Klein, El vacío (1958)
- Lucio Fontana, Los cortes (1958)
- Gino De Dominicis, Cubo invisible (1967), representado por un cuadrado dibujado en el suelo
- Salvatore Garau, I Am (2020), representado por un círculo y un rectángulo dibujado en el suelo
- Andy Warhol,  Escultura invisible (1985)
- Jeff Koons, Aspiradora (1981), Ready-made, MOMA
- Jean-Michel Basquiat, Sin título (1981)
- Damien Hirst, Ping Pong[7]
- Alighiero Boetti, MOMA
- David Hammons, Untitled Show
- Kerry James Marshall, Un retrato del artista como la sombra de su antiguo ser (Hombre invisible) (1980)
- Kerry James Marshall, Dos hombres invisibles (Retratos perdidos) (1985)
- Tania Bruguera, 10,148,451 (2018)
- Robert Rauschenberg, Erased de Kooning (1953)
- Hito Steyerl, How not to be seen a fucking didactic (2013)
- Jeppe Hein, Invisible Labyrinth (2005)

## Principales manifiestos
- Alfred Jarry, Patafísica (1896)
- Marcel Duchamp
- Vanishing Point, Jean Baudrillard
- Souvenirs de James Joyce, Philippe Soupault
- Uberto Boccioni, el espacio en el futurismo
- Alighiero Boetti, el espacio en el futurismo
- Gino Severini, el espacio en el futurismo
- Pensamiento de Bergson, premio Nobel (1927)
- Exposición Internacional de la Nada, Milán, 1960
- International Exhibition of Nothing, Ámsterdam, 1961
- Invisible: Art about the Unseen 1957-2012, Londres, 2012[8]
- Exposición Internacional de la Nada, Milán, 2015
- Buda en contemplación, Piazza della Scala, Milán, 2021
- Michelangelo Pistoletto, "We are fragments of the large mirror / Somos fragmentos del gran espejo" (2014)[9]